# Guarino Veronese
Guarino Veronese o Guarino da Verona (Verona, 1374 – Ferrara, 4 dicembre 1460) è stato un poeta e umanista italiano.

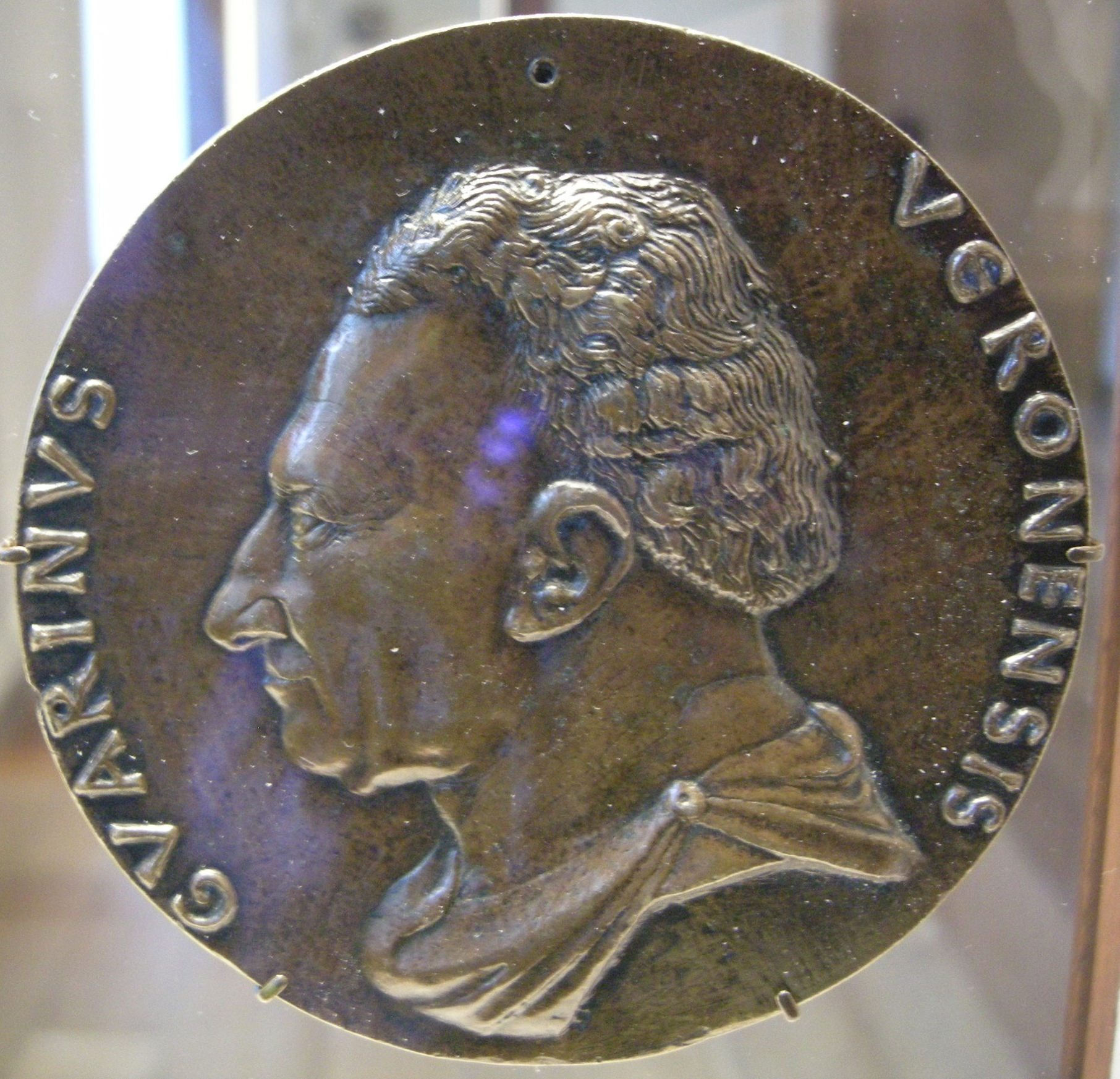
Matteo de' Pasti, medaglia di Guarino Veronese, 1446 circa

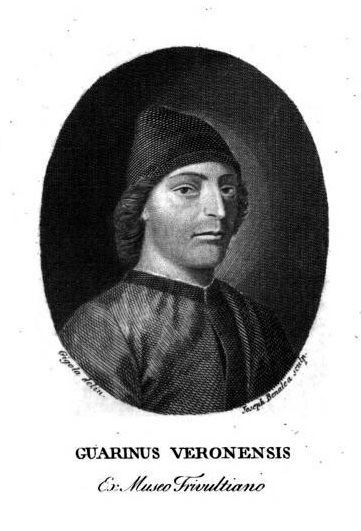
Guarino da Verona

Il suo vero nome di battesimo era Varino ma, per corruzione, fu sempre chiamato Guarino, uno pseudonimo che poi, sotto la forma di "Guarini", trasmise ai suoi discendenti. Venne contraddistinto come "Veronese"  o, più raramente, "da Verona". Per tutti fu, dunque, Guarino Veronese o Guarino da Verona.

## Biografia

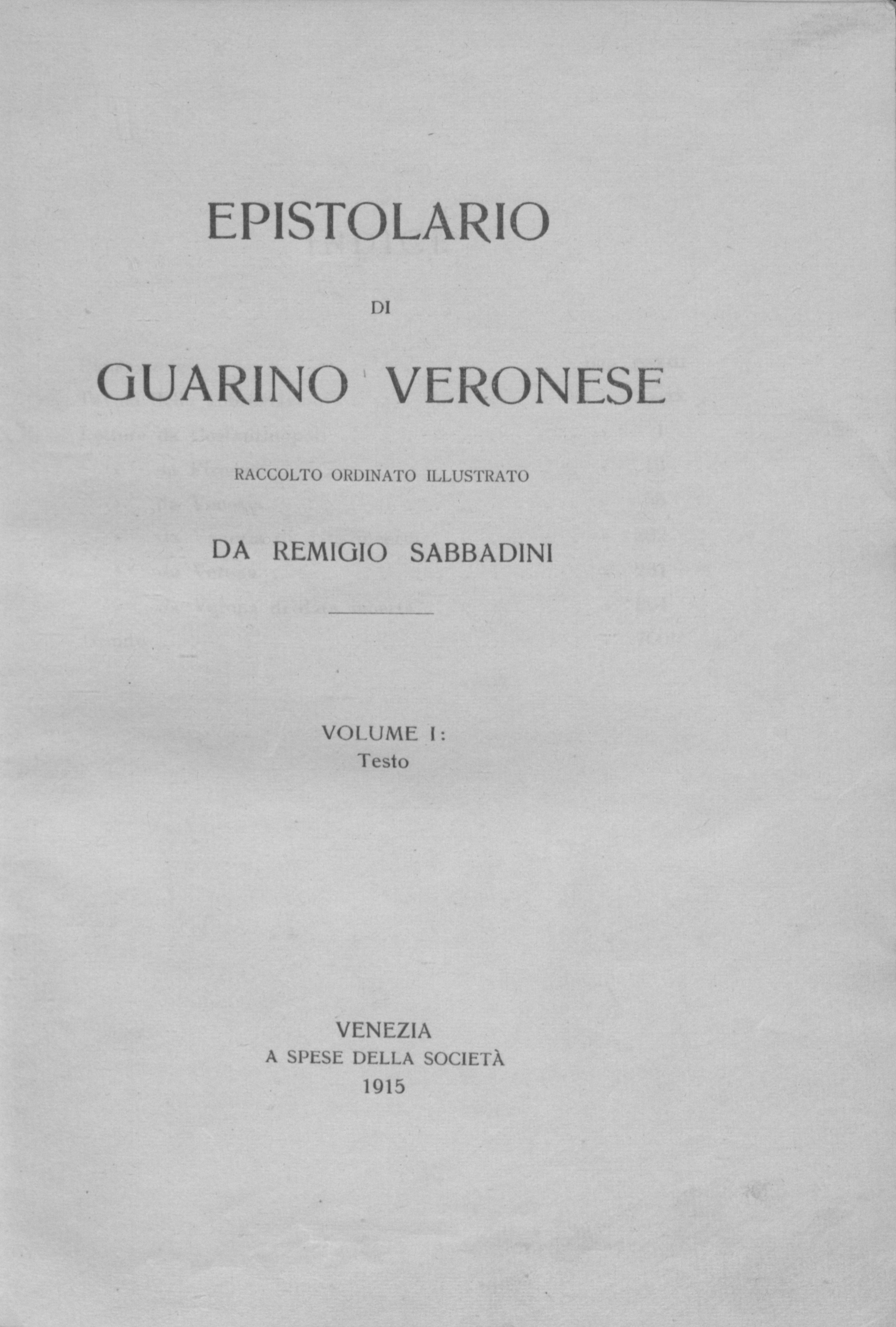
Edizione del 1915 delle opere

Fu avviato allo studio dei classici latini da Giovanni Conversini e proprio studiando la letteratura latina si incuriosì a proposito degli autori greci a cui le opere latine spesso alludevano e decise di cominciare a studiare la lingua greca. All'epoca però non era diffuso in Italia l'insegnamento del greco e quindi l'unica possibilità di apprenderlo era quella di andare ad impararlo a Costantinopoli. Così nel 1388 si trasferì nella capitale bizantina dove fu presentato ad Emanuele Crisolora, stimato studioso e letterato, che decise di fargli da maestro.
I suoi studi però si interruppero bruscamente nel 1393 quando i Turchi presero sotto assedio Costantinopoli e l'imperatore Manuele Paleologo inviò Crisolora in Italia per chiedere aiuto ai principi cattolici. Ma ormai, dopo cinque anni di intenso lavoro, Guarino aveva raggiunto la piena fluenza in greco e quindi poteva tranquillamente fare ritorno in Italia.
L'unicità della sua formazione linguistico-letteraria gli permise di affermarsi a Venezia come insegnante privato di greco finché, da Firenze, gli giunse un'interessante proposta di lavoro dal letterato e mecenate Niccolò Niccoli che gli offriva la cattedra di greco presso lo Studio Fiorentino. Cattedra che per tre anni era stata di Crisolora ma che aveva lasciato per trasferirsi a Roma. Ed era stato proprio Crisolora ad aver indicato in Guarino la persona più adatta a sostituirlo.
Ma, a Firenze, Guarino non trovò affatto la gloria:
Le calunnie e le umiliazioni di Niccoli costrinsero Guarino ad abbandonare Firenze, così come era stato costretto a fare anche Manuele Crisolora, sempre per le intemperanze di Niccoli.
Nel 1411 Guarino se ne partì da Firenze per raggiungere Venezia, dove da tempo era stato invitato a tornare per aprire una scuola di lingua greca che, a pochi giorni dall'inaugurazione, fu letteralmente presa d'assalto da quanti volevano iscriversi. Tra questi anche Vittorino da Feltre a cui Guarino, per l'onore della sua presenza, decise di insegnare gratuitamente.
Ma l'amore per la sua città natale fu più forte della fama e degli allori veneziani e nel 1420 accettò la cattedra di lingua e letteratura greca a Verona anche se lo stipendio era di appena 150 scudi. Praticamente una miseria. Eppure non era questo che importava a Guarino se rifiutò la ricca offerta di Gian Francesco Gonzaga che lo voleva alla corte di Mantova come precettore dei suoi figli. Tanto zelo nei confronti di Verona non era però ricambiato dai veronesi che, di invidioso in invidioso, nel 1429 riuscirono a sopprimere la cattedra di Guarino e a interrompere l'erogazione del suo pur magro stipendio.
Già da tempo Guarino era in corrispondenza con Jacopo Giglioli, primo segretario e confidente di Niccolò III d'Este, che non appena seppe la notizia del suo licenziamento lo chiamò a Ferrara per affidargli l'educazione di Leonello, figlio del marchese ed erede al trono.
Arrivò in città nel febbraio del 1430 e fu alloggiato con tutti gli onori in casa degli Strozzi, esuli da Firenze e vicini di casa dei Savonarola. A Ferrara strinse amicizia con lo storico umanista Flavio Biondo da Forlì.
Nel 1436 si sposò, a Verona, con la concittadina Taddea Cendrata dalla quale ebbe 13 figli.
Dopo aver insegnato per anni alla corte ferrarese, quando nel 1441 Leonello divenne marchese fece in modo che Guarino venisse eletto alla cattedra di eloquenza e di lettere latine e greche presso l'Università di Ferrara con un contratto rinnovabile ogni cinque anni. Nel 1451, a contratto scaduto, e soprattutto morto Leonello, suo discepolo ma anche suo carissimo amico, la città di Verona fece di tutto per riavere indietro Guarino, arrivando ad offrirgli di nuovo la sua cattedra e 150 ducati annui, stavolta però d'oro, che, di fronte all'incertezza di Guarino, furono portati a 200. Ma fu tutto inutile: Guarino rimase a Ferrara e non ne ripartì più.
Fra i suoi numerosi figli, si segnala Battista Guarino, anch'egli umanista e appassionato di greco, che fu maestro di Urceo Codro.
A Guarino Veronese si deve anche il nome dell'omonimo Liceo Statale di San Bonifacio, in provincia di Verona (Veneto, Italia).

## Opere
- Guarino Veronese, [Opere. Lettere e carteggi]. 1, Miscellanea di storia veneta. Serie 3. 8, Venezia, a spese della Società, 1915. URL consultato il 19 febbraio 2015.
- Guarino Veronese, [Opere. Lettere e carteggi]. 2, Miscellanea di storia veneta. Serie 3. 11, Venezia, a spese della Società, 1916. URL consultato il 19 febbraio 2015.